# I Ju-mi
I Ju-mi (korejsky 이유미, * 18. července 1994) je jihokorejská herečka známá především díky rolím Či-jong v dramatickém seriálu Hra na oliheň a I Na-jon v hororovém seriálu All of Us Are Dead.

## Kariéra
S hereckou kariérou začala v roce 2010 debutem v thrilleru Žluté moře. V následujících letech hrála v menších rolích v několika filmech a televizních seriálech.
V roce 2021 se prosadila mimo Jižní Koreu, když ztvárnila roli Či-jong (hráč č. 240) v seriálu internetové streamovací televize Netflix Hra na oliheň. Po mezinárodním úspěchu seriálu se jí během několika dní zvýšil počet sledujících na Instagramu ze 40 000 na 6,5 milionu. Za výkon v seriálu získala cenu Emmy za nejlepší ženský herecký výkon v hostující roli v dramatickém seriálu, čímž se stala první herečkou z Jižní Koreje, která zvítězila v této kategorii.
V roce 2022 ztvárnila arogantní a sobeckou bohatou studentku I Na-jon v apokalyptickém seriálu All of Us Are Dead společnosti Netflix.